# نيوكولين آنليميتد (وثائقي)
نويكولن غير محدود هو فيلم وثائقي ألماني. ويتابع الفيلم ثلاثة أشقاء اللبنانيين—حسن وليال ومارادونا—من خلال حياتهم اليومية في نويكولن أحد أحياء برلين الشهيرة.
الفيلم إنتاج مشترك بين هيئة الإذاعة الألمانية بالتعاون مع قناة آرتي الثقافية الفرنسية الألمانية. وجاء الدعم المالي لفيلم وثائقي من المجلس الفيلم الألمانية الاتحادية، DFFF، Medienboard برلين براندنبورغ، وكذلك من مبدعين بادن فورتمبيرغ وبرنامج الإعلام التابعة للاتحاد الأوروبي.
أبناء عائلة عكوش: حسن (18)، ليال(19) ومارادونا (14) موسيقيون وراقصون (breakdancers) ناجحون يعيشون في برلين. لقد ترعرعوا مع الهيب هوب وstreetdance، هذه هي لغتهم وشغفهم. ولكن سلط ضغط على شابين ونشأ تنافس حول من ينبغي عليه أن يكون معيل الأسرة الرئيسي.
في غضون ذلك، يقع مارادونا نفسه في مشاكل، ويتم توقيفه من المدرسة. هو على مفترق طرق بين حياة إخوته الطموحة وحياة الشارع مع زملائه. ومع ذلك، ولكن التأهل برنامج تلفزيوني يكون نقطة تحول له. إذا فاز بجائزة الـ 100,000 يورو المال فانه قد يكون الشخص الذي يحفظ الأسرة.
يمكن وصف نويكولن غير محدود بأنه أفضل فيلم موسيقي يتعامل مع موضوع اندماج المهاجرين الشباب الذين يعيشون في المناطق الحضرية المهملة.

## وصلات خارجية
- نيوكولين آنليميتد على موقع IMDb (الإنجليزية)
- نيوكولين آنليميتد على موقع روتن توميتوز (الإنجليزية)
- نيوكولين آنليميتد على موقع قاعدة بيانات الأفلام العربية
- نيوكولين آنليميتد على موقع ألو سيني (الفرنسية)
- نيوكولين آنليميتد على موقع Turner Classic Movies (الإنجليزية)
- نيوكولين آنليميتد على موقع أول موفي (الإنجليزية)
- نيوكولين آنليميتد على موقع فيلمافينيتي (الإسبانية)
- نيوكولين آنليميتد على موقع قاعدة بيانات الفيلم (الإنجليزية)
- نيوكولين آنليميتد على موقع ليتربوكسد (الإنجليزية)
- نيوكولين آنليميتد على موقع كينوبويسك (الروسية)
- filmstarts.de (بالألمانية)
- الموقع الرسمي (بالألمانية)